# Giulio Cesare Arresti
Giulio Cesare Arresti (Bologna, 26 februari 1619 - aldaar, 17 juli 1701) was een Italiaanse organist en componist. 

## Biografie
Arresti is zijn hele leven als organist en dirigent in zijn geboorteplaats actief geweest. Van 1649 tot 1699 was hij organist aan de basiliek van San Petronio, ook was hij dirigent van de kerken van S. Salvatore en S. Domenico. Hij was mede-oprichter van de  "Academy Filarmonica" en in 1701 werd hij zelfs voorzitter van deze academie. Gedurende deze tijd was er een felle, tien jaar durende strijd met Maurizio Cazzati, die hij beschuldigde van muzikale fouten. In werkelijkheid probeerde Cazzati juist vernieuwend te zijn terwijl Arresti juist conservatief van aard was. Zijn zoon Floriano Maria Arresti (1667-1717) was leerling van Bernardo Pasquini in Rome, waar hij werkte tot 1703. Hij heeft werken voor orgel geschreven, maar ook cantates, oratoria en opera's.

## Composities
Naast de sonates voor viool en cello en werken voor orgel, schreef hij verschillende religieuze werken, waaronder psalmen en oratoria zoals de "Tuin van Gethsemane", "Afscheid van Jezus van Maria", "De bruiloft van Rebecca" en "De onthoofding van Johannes". 

## Werken
- Messa della Beata Virgine Vespro e con l'Inno, gerealiseerd composte cantandosi senza di 3 Figuur Battuta 8-stemmig (Venetië, 1663)
- test, in tre voci, bc, symfonie con, e ripieni ad lib [2 vn], motetti, e concerti (Venetië, 1663) De eerste tentoonstelling wordt afgesloten met een triosonate.
- Sonata in 4 12 2 ea tre, con la parte del beneplacito cello (1665) (De eerste expliciete vermelding van de cello in een muzikaal werk)
- "Partitura di Modulationi precettive sopra del Canto Fermo gl'Hinni Gregoriani con intavolate, snel antwoord op sette per l'organo righe" (Bologna, na 1665)
- L'orto di Gethsemane, Bologna, 1661
- Licenza Maria di Gesù, Bologna, 1661
- Rebecca lo Sposalizio di, Bologna, 1675
- La decollazione di San Giovanni, Bologna, 1708 (niet geheel compleet, stukken zijn verloren gegaan)

- Biblioteca Nacional de España: XX5030031
- Bibliothèque nationale de France: cb12303610n (data)
- Gemeinsame Normdatei: 118918834
- International Standard Name Identifier: 0000 0000 5511 0080
- Library of Congress Control Number: n86137899
- MusicBrainz: 5cddc556-2ae8-4507-b09c-44c240b24458
- Nationale Bibliotheek van Tsjechië: jn20040106009
- Nederlandse Thesaurus van Auteursnamen: 142344192
- Istituto Centrale per il Catalogo Unico: SBLV220550
- Système universitaire de documentation: 221315934
- Virtual International Authority File: 68994973
- WorldCat: E39PBJjCPGvbk4q9VKGYMvvvHC